# کوچ‌نشین دیجیتال

## کوچ‌نشین دیجیتال
کوچ‌نشین دیجیتال (به انگلیسی: Digital Nomad) به افرادی گفته می‌شود که برای انجام کار خود به اینترنت متکی هستند و معمولاً به‌صورت مداوم یا دوره‌ای در حال سفر و جابه‌جایی هستند. این افراد معمولاً در حوزه‌هایی مانند طراحی، نویسندگی، برنامه‌نویسی، بازاریابی دیجیتال، مشاوره یا آموزش فعالیت دارند و از ابزارهای دیجیتال برای ارتباط با کارفرما یا مشتری استفاده می‌کنند.
کوچ‌نشینی دیجیتال در دههٔ ۲۰۱۰ با گسترش اینترنت پرسرعت، ابزارهای ارتباطی و فرهنگ دورکاری رشد چشم‌گیری داشت. با شیوع همه‌گیری کووید–۱۹ و افزایش دورکاری، تعداد کوچ‌نشین‌های دیجیتال در جهان رشد فزاینده‌ای پیدا کرد.
بسیاری از کشورها، از جمله پرتغال، اندونزی، اسپانیا، امارات و گرجستان، برای جذب این دسته از نیروی کار، اقدام به معرفی ویزای کوچ‌نشینی دیجیتال کرده‌اند. این ویزاها به افرادی که درآمد ارزی دارند، اجازه اقامت قانونی و کار از راه دور در آن کشور را می‌دهند.

### مزایا
آزادی جغرافیایی در انتخاب محل زندگی و کار
تجربهٔ فرهنگ‌ها و سبک زندگی‌های مختلف
هزینهٔ زندگی پایین‌تر در برخی کشورها نسبت به کشور مبدأ 

### چالش‌ها
نبود ثبات در زیرساخت‌های ارتباطی در برخی مناطق
دشواری حفظ تعادل میان کار و زندگی
پیچیدگی‌های قانونی و مالیاتی در کشور میزبان 